# Šlapanice
Šlapanice (in tedesco Schlap(p)anitz)  è una città ceca situata nel distretto di Náchod, in Moravia Meridionale.